# Utazu
Utazu (宇多津町?) è una cittadina giapponese della prefettura di Kagawa.